# 볼디아
볼디아(학명: Boldia erythrosiphon 볼디아 에리트로시폰[*])는 콤프소포곤강 콤프소포곤목에 속하는 홍조류의 일종이다. 볼디아과(Boldiaceae)와 볼디아속(Boldia)의 유일종이다. 민물에서 서식한다.